# لانفيس (أنغلزي)
لانفيس (بالإنجليزية: Llanfaes)‏ هي قرية تقع في المملكة المتحدة في ويلز.